# Księga urodzaju
Księga urodzaju – trzeci album w karierze muzycznej Marcina Rozynka i zarazem debiutancka solowa płyta artysty. 
Nagrania dotarły do 10. miejsca listy OLiS.

## Lista utworów
1. "Do fabryk wrócić czas" – 4:02
2. "Siłacz" – 3:59
3. "Spojrzałeś mi prosto w twarz" – 3:29
4. "Ślepy los" – 3:25
5. "Pół-ludzie, pół-bogowie" – 3:55
6. "Wstrząsająca historia do której scenariusz napisało życie" – 5:53
7. "Najlepsze" – 4:25
8. "Księga urodzaju" – 4:18
9. "Poławiacze ogni" – 3:43
10. "Tobą żywię się" – 4:00
11. "Nieżywiec (bonus)" – 4:29